# Bürgerkrieg in der Zentralafrikanischen Republik (seit 2012)
Der Bürgerkrieg in der Zentralafrikanischen Republik ist ein bewaffneter Konflikt zwischen den Streitkräften der zentralafrikanischen Regierung, paramilitärischen Milizen und verschiedenen bewaffneten Rebellengruppen, der trotz mehrerer Friedensabkommen seit 2012 andauert. Nach einer kurzen militärischen Offensive stürzten die muslimischen Seleka den Präsidenten François Bozizé und übernahmen im August 2013 die Kontrolle über die Regierungsgewalt.

## Konfliktverlauf

### Bewaffnete Rebellion der Seleka (2012–2013)
Ende des Jahres 2012 begann die Rebellenkoalition der Séléka, die sich aus mehreren muslimischen Milizen aus dem Norden des Landes geformt hatte, einen bewaffneten Aufstand gegen die zentralafrikanische Regierung. In den folgenden Monaten eroberten die Rebellen weite Teile des Landes sowie die Hauptstadt Bangui und stürzten die Regierung von Präsident François Bozizé im August 2013. Aufgrund der Brutalität der militärischen Offensive und der systematischen Gewalt der Seleka während ihrer Regierungszeit bildeten sich dezentral organisierte Selbstverteidigungsverbände der christlichen Bevölkerung, die sogenannten Anti-Balaka. Deren gewaltsame Vergeltungen gegen Seleka Kämpfer und muslimische Zivilisten verschärften zusätzlich den Konflikt zwischen beiden Religionen.

### Friedensmission der Vereinten Nationen
Im April 2014 löste eine Friedensmission der Vereinten Nationen, auf Basis der Resolution 2149 des Sicherheitsrates der Vereinten Nationen, die vorherige Mission MISCO der Afrikanischen Union ab. Das Mandat der Blauhelmsoldaten umfasst den Schutz von Zivilisten sowie die Entwaffnung von Rebellentruppen. Trotz der Entsendung von zwischenzeitlich 15.000 Friedenstruppensoldaten wird die Mission wegen ihres begrenzten Einflusses international kritisiert.

### Abspaltung von Dar El Kuti (2015)

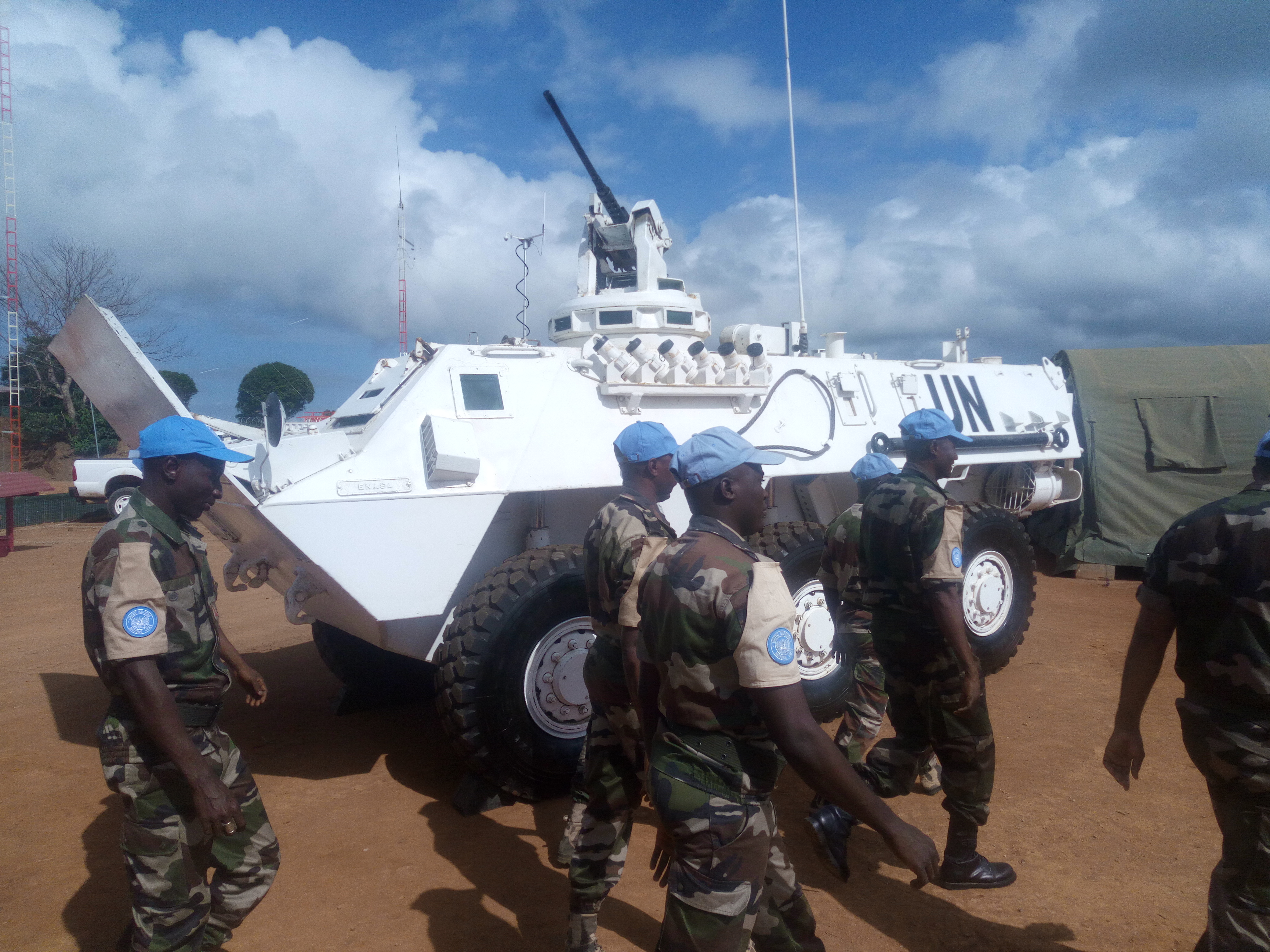
UN-Blauhelmsoldaten der MINUSCA-Mission

Als Folge internationaler Verhandlungen im Rahmen der UN wurde für den Dezember 2015 sowohl ein Verfassungsreferendum als auch nationale Wahlen angesetzt. Die Führung der FPRC, eine der vier Selekagruppierungen, lehnte jedoch einen einheitlichen zentralafrikanischen Staat ab und verkündete in der Folge die Unabhängigkeit ihrer kontrollierten Gebiete im Nordosten des Landes mit dem Namen Dar El Kuti. Laut Aussagen der Führung der FPRC könnten „Muslime und Christen nicht mehr in einem Staat zusammenleben“, da die muslimische Bevölkerung im Norden über Jahre von den christlichen Regierungen vernachlässigt und marginalisiert wurde.

### Friedensvertrag (2019)
Seit 2018 wurden, mithilfe der Mediation von Mitgliedern der Economic Community of Central African States (ECCAS), verschiedene bewaffnete Gruppen konsultiert, um eine gemeinsame inhaltliche Grundlage für Friedensgespräche zu schaffen. Nach mehrtägigen Verhandlungen in Khartum, der Hauptstadt des Sudan, wurde im Februar 2019 einen Friedensvertrag zwischen der zentralafrikanischen Regierung und 14 bewaffneten Gruppen geschlossen.

### Gründung der CPC (2020)
Im Dezember 2020 gründeten sechs bewaffnete Gruppen die Coalition des patriotes pour le changement (CPC), die sich im Kontext der Präsidentschaftswahlen gegen den 2020 wiedergewählten Präsidenten Faustin-Archange Touadéra positionierten. Während der darauffolgenden großangelegten Offensive eroberte die Rebellenkoalition wichtige Städte sowie weite Teile des Landes und konnte erst vor der Hauptstadt Bangui von Regierungstruppen und internationalen Militärs gestoppt werden.

## Kriegsverbrechen und Menschenrechtsverletzungen
Laut dem Jahresbericht von Human Rights Watch im Jahr 2021 werden verschiedenen Gruppen der CPC (insbes. der Unité pour la paix en Centrafrique (UPC) und der Gruppe 3R) schwere Menschenrechtsverletzungen vorgeworfen. Ebenso werden den militärischen Kontrahenten, den staatlichen Militärs und russischen Söldnern der Gruppe Wagner Massenexekutionen, willkürliche Tötungen, Gewalt gegen Zivilisten, Vergewaltigungen, Folter und gewaltvolles Verschwindenlassen angelastet.